# فینال‌های ان‌بی‌ای ۱۹۸۹
فینال‌های ان‌بی‌ای ۱۹۸۹ دور قهرمانی مسابقات اتحادیهٔ ملی بسکتبال در فصل ۸۹–۱۹۸۸ می‌باشد. تیم دیترویت پیستونز به عنوان قهرمان کنفرانس شرق برابر لس آنجلس لیکرز به عنوان قهرمان کنفرانس غرب در بازی‌های حذفی و مدافع عنوان قهرمانی قرار گرفت. این بازی تکرار رقابت‌های پایانی سال پیش بود که لیکرز در آن به برتری رسیده بود. پیستونز در چهار بازی توانست لیکرز را شکست بدهد و به عنوان قهرمانی فصل دست بیابد. این نخستین بار پس از سال ۱۹۸۳ بود که تیمی به غیر از لس آنجلس لیکرز و بوستون سلتیکس قهرمان ان‌بی‌ای می‌شد.
در طی فصل، لیکرز با مجیک جانسون که برای دومین بار جایزهٔ ام‌وی‌پی را دریافت کرد، توانست در کنفرانس خودش به قهرمانی برسد. این تیم سپس سه سری نخست بازی‌های خود در دور حذفی را با جارو کردن سه تیم پشت سر گذاشت (رقیبان بخش پاسیفیک: پورتلند، سیاتل و فینیکس) و به رقابت پایانی ان‌بی‌ای رسید و و به مصاف تیم دیترویت پیستونز رفت و این بازی تکرار بازی این دو در فینال‌های سال پیش بود.
پیستونز در کنفرانس شرق فرمانروایی کرد و در ۶۳ بازی در فصل عادی پیروز شد. پیستونز پس از جارو کردن بوستون سلتیکس و میلواکی باکس، در شش بازی شیکاگو بولز را شکست داد و برای دومین سال پیاپی جواز رقابت در دیدار پایانی ان‌بی‌ای را به دست آورد. در فصل گذشته، لیکرز آن‌ها را در یک سری طولانی که در هفت بازی انجام شد، به سختی شکست داده بود.
پیستونز در چهار بازی در برابر لیکرز آسیب-دیده پیروز شد و این نخستین باری بود که یک تیم (لیکرز) در سه دور نخست بازی‌های حذفی تیم‌های مقابل را جارو می‌کرد، اما خودش نیز در دور پایانی جارو می‌شد. تا به امروز، پیستونز آخرین و تازه‌ترین تیم از کنفرانس شرق است که در سری فینال‌های ان‌بی‌ای جارو می‌کند. پیش از سال ۲۰۱۶، پیستونز تنها تیمی بود که هر چهار سری بازی‌های دور حذفی را در حالی که مهمان بود، تکلیف بازی را روشن کرد و سری را با پیروزی در خانهٔ رقیبان به اتمام رساند.
بیل لایمبیر، سنتر تیم پیستونز، به دلیل بازی فیزیکی و بعضی رفتارهای مغرورانه، تیم را «پسران بد» نامید. این نام در طول فصل بعدی نیز به «شعاری» غیررسمی برای پیستونز تبدیل شد.
پس از پایان این سری، کریم عبدالجبار پس از ۲۰ سال حضور در NBA، در سن ۴۲ سالگی، بازنشستگی خود را اعلام کرد.
جو دومارس گارد تیم پیستونز به عنوان باارزش‌ترین بازیکن این سری انتخاب شد.
پیش از فینال‌های ان‌بی‌ای ۲۰۱۴، پیستونز آخرین تیمی بود که همان تیمی را در رقابت نهایی شکست می‌داد که در فینال‌های فصل پیش به آن تیم باخته و نایب قهرمان شده بود. در سال ۲۰۱۴ سن آنتونیو اسپرز در حالی توانست میامی هیت را در سری فینال شکست بدهد که در فینال‌های سال ۲۰۱۳ به هیت باخته بود.

## پیش‌زمینه

### مسیر فینال
| #  | کنفرانس غرب           | کنفرانس غرب | کنفرانس غرب | کنفرانس غرب | کنفرانس غرب   |
| #  | تیم                   | برد         | باخت        | درصد برد    | بازی‌های پشت‌سر |
| -- | --------------------- | ----------- | ----------- | ----------- | ------------- |
| ۱  | c-لس آنجلس لیکرز      | ۵۷          | ۲۵          | ۰٫۶۹۵       | –             |
| ۲  | y-یوتا جاز            | ۵۱          | ۳۱          | ۰٫۶۲۲       | ۶             |
| ۳  | x-فینیکس سانز         | ۵۵          | ۲۷          | ۰٫۶۷۱       | ۲             |
| ۴  | x-سیاتل سوپرسانیکس    | ۴۷          | ۳۵          | ۰٫۵۷۳       | ۱۰            |
| ۵  | x-هیوستون راکتس       | ۴۵          | ۳۷          | ۰٫۵۴۹       | ۱۲            |
| ۶  | x-دنور ناگتس          | ۴۴          | ۳۸          | ۰٫۵۳۷       | ۱۳            |
| ۷  | x-گلدن استیت واریرز   | ۴۳          | ۳۹          | ۰٫۵۲۴       | ۱۴            |
| ۸  | x-پورتلند تریل بلیزرز | ۳۹          | ۴۳          | ۰٫۴۷۶       | ۱۸            |
|    |                       |             |             |             |               |
| ۹  | دالاس ماوریکس         | ۳۸          | ۴۴          | ۰٫۴۶۳       | ۱۹            |
| ۱۰ | ساکرامنتو کینگز       | ۲۷          | ۵۵          | ۰٫۳۲۹       | ۳۰            |
| ۱۱ | سن آنتونیو اسپرز      | ۲۱          | ۶۱          | ۰٫۲۵۶       | ۳۶            |
| ۱۲ | لس آنجلس کلیپرز       | ۲۱          | ۶۱          | ۰٫۲۵۶       | ۳۶            |
| ۱۳ | میامی هیت             | ۱۵          | ۶۷          | ۰٫۱۸۳       | ۴۲            |

| #  | کنفرانس شرق             | کنفرانس شرق | کنفرانس شرق | کنفرانس شرق | کنفرانس شرق   |
| #  | تیم                     | برد         | باخت        | درصد برد    | بازی‌های پشت‌سر |
| -- | ----------------------- | ----------- | ----------- | ----------- | ------------- |
| ۱  | z-دیترویت پیستونز       | ۶۳          | ۱۹          | ۰٫۷۶۸       | –             |
| ۲  | y-نیویورک نیکس          | ۵۲          | ۳۰          | ۰٫۶۳۴       | ۱۱            |
| ۳  | x-کلیولند کاوالیرز      | ۵۷          | ۲۵          | ۰٫۶۹۵       | ۶             |
| ۴  | x-آتلانتا هاوکس         | ۵۲          | ۳۰          | ۰٫۶۳۴       | ۱۱            |
| ۵  | x-میلواکی باکس          | ۴۹          | ۳۳          | .۵۹۸        | ۱۴            |
| ۶  | x-شیکاگو بولز           | ۴۷          | ۳۵          | ۰٫۵۷۳       | ۱۶            |
| ۷  | x-فیلادلفیا سونتی‌سیکسرز | ۴۶          | ۳۶          | ۰٫۵۶۱       | ۱۷            |
| ۸  | x-بوستون سلتیکس         | ۴۲          | ۴۰          | ۰٫۵۱۲       | ۲۱            |
|    |                         |             |             |             |               |
| ۹  | واشینگتن بولتز          | ۴۰          | ۴۲          | ۰٫۴۸۸       | ۲۳            |
| ۱۰ | ایندیانا پیسرز          | ۲۸          | ۵۴          | ۰٫۳۴۱       | ۳۵            |
| ۱۱ | نیوجرسی نتس             | ۲۶          | ۵۶          | ۰٫۳۱۷       | ۳۷            |
| ۱۲ | شارلوت هورنتس           | ۲۰          | ۶۲          | ۰٫۲۴۴       | ۴۳            |

### سری‌های فصل عادی
دیترویت پیستونز پیروز هر دو بازی سری فصل عادی شد:
| ۲۶ نوامبر ۱۹۸۸ |

|  |

| لس آنجلس لیکرز ۹۹, دیترویت پیستونز ۱۰۲ |

| ۱۴ فوریه ۱۹۸۹ |

|  |

| دیترویت پیستونز ۱۱۱, لس آنجلس لیکرز ۱۰۳ |

## خلاصه سری
| بازی    | تاریخ           | تیم مهمان       | نتیجه         | تیم میزبان      |
| ------- | --------------- | --------------- | ------------- | --------------- |
| بازی ۱: | سه‌شنبه، ۶ ژوئن  | لس آنجلس لیکرز  | ۹۷–۱۰۹ (۰–۱)  | دیترویت پیستونز |
| بازی ۲: | پنج‌شنبه، ۸ ژوئن | لس آنجلس لیکرز  | ۱۰۵–۱۰۸ (۰–۲) | دیترویت پیستونز |
| بازی ۳: | یکشنبه، ۱۱ ژوئن | دیترویت پیستونز | ۱۱۴–۱۱۰ (۳–۰) | لس آنجلس لیکرز  |
| بازی ۴: | سه‌شنبه، ۱۳ ژوئن | دیترویت پیستونز | ۱۰۵–۹۷ (۴–۰)  | لس آنجلس لیکرز  |

## جزئیات بازی

### بازی ۱
| ۶ ژوئن 9:00 pm EDT |

|  |

| لس آنجلس لیکرز ۹۷, دیترویت پیستونز ۱۰۹                                         |  |                                                                                 |
| امتیاز بر پایه وقت: ۲۲–۲۸, ۲۶–۲۷, ۱۸–۲۴, ۳۱–۳۰                                 |  |                                                                                 |
| امتیاز: مجیک جانسون، Worthy 17 each ریباند: A. C. Green ۸ پاس : مجیک جانسون ۱۴ |  | امتیاز: آیزیاه توماس ۲۴ ریباند: Aguirre, دنیس رادمن همگی ۱۰ پاس: آیزیاه توماس ۹ |
| دیترویت پیشتاز سری، ۱–۰                                                        |  |                                                                                 |

### بازی ۲
| ۸ ژوئن 9:00 pm EDT |

|  |

| لس آنجلس لیکرز ۱۰۵, دیترویت پیستونز ۱۰۸                                  |  |                                                                 |
| امتیاز بر پایه وقت: ۳۲–۲۶, ۳۰–۳۰, ۳۰–۲۸, ۱۳–۲۴                           |  |                                                                 |
| امتیاز: Cooper, Worthy همگی ۱۹ ریباند: A. C. Green ۹ پاس : مجیک جانسون ۹ |  | امتیاز: جو دومارس ۳۳ ریباند: Mark Aguirre ۶ پاس: آیزیاه توماس ۷ |
| دیترویت پیشتاز سری، ۲–۰                                                  |  |                                                                 |

### بازی ۳
| ۱۱ ژوئن 3:30 pm EDT |

|  |

| دیترویت پیستونز ۱۱۴, لس آنجلس لیکرز ۱۱۰                         |  |                                                                          |
| امتیاز بر پایه وقت: ۲۷–۲۲, ۳۰–۳۳, ۲۹–۳۳, ۲۸–۲۲                  |  |                                                                          |
| امتیاز: جو دومارس ۳۱ ریباند: دنیس رادمن ۱۹ پاس : آیزیاه توماس ۸ |  | امتیاز: James Worthy ۲۶ ریباند: کریم عبدالجبار ۱۳ پاس: Michael Cooper ۱۳ |
| دیترویت پیشتاز سری، ۳–۰                                         |  |                                                                          |

### بازی ۴
| ۱۳ ژوئن 9:00 pm EDT |

|  |

| دیترویت پیستونز ۱۰۵, لس آنجلس لیکرز ۹۷                                                             |  |                                                                      |
| امتیاز بر پایه وقت: ۲۳–۳۵, ۲۶–۲۰, ۲۷–۲۳, ۲۹–۱۹                                                     |  |                                                                      |
| امتیاز: جو دومارس ۲۳ ریباند: Johnson, Laimbeer همگی ۶ پاس : جو دومارس، Johnson, آیزیاه توماسهمگی ۵ |  | امتیاز: James Worthy ۴۰ ریباند: A. C. Green ۱۲ پاس: Michael Cooper ۹ |
| دیترویت برندهٔ سری، ۴–۰                                                                             |  |                                                                      |

## آمارهای بازیکنان
دیترویت پیستونز
| بازیکن           | GP | GS | MPG  | FG%   | 3FG%  | FT%   | RPG  | APG | SPG | BPG | PPG  |
| ---------------- | -- | -- | ---- | ----- | ----- | ----- | ---- | --- | --- | --- | ---- |
| Mark Aguirre     | ۴  | ۴  | ۲۶٫۸ | ۰٫۳۶۴ | ۰٫۰۰۰ | ۰٫۷۵۰ | ۶٫۰  | ۱٫۵ | ۰٫۵ | ۰٫۰ | ۷٫۵  |
| Fennis Dembo     | ۱  | ۰  | ۲٫۰  | ۰٫۰۰۰ | ۰٫۰۰۰ | ۰٫۰   | ۰٫۰  | ۰٫۰ | ۰٫۰ | ۰٫۰ | ۰٫۰  |
| Joe Dumars       | ۴  | ۴  | ۳۶٫۸ | ۰٫۵۷۶ | ۰٫۰۰۰ | ۰٫۸۶۸ | ۱٫۸  | ۶٫۰ | ۰٫۵ | ۰٫۳ | ۲۷٫۳ |
| James Edwards    | ۴  | ۰  | ۲۴٫۳ | ۰٫۴۴۴ | ۰٫۰   | ۰٫۷۵۰ | ۳٫۵  | ۰٫۸ | ۰٫۰ | ۰٫۸ | ۹٫۰  |
| Vinnie Johnson   | ۴  | ۰  | ۲۳٫۸ | ۰٫۶۰۰ | ۰٫۲۰۰ | ۰٫۶۳۶ | ۳٫۳  | ۲٫۸ | ۰٫۰ | ۰٫۳ | ۱۷٫۰ |
| Bill Laimbeer    | ۴  | ۴  | ۲۳٫۵ | ۰٫۵۴۵ | ۰٫۶۶۷ | ۰٫۸۵۷ | ۵٫۳  | ۲٫۳ | ۰٫۵ | ۰٫۰ | ۸٫۰  |
| John Long        | ۱  | ۰  | ۲٫۰  | ۱٫۰۰۰ | ۰٫۰۰۰ | ۰٫۰۰۰ | ۰٫۰  | ۰٫۰ | ۰٫۰ | ۰٫۰ | ۲٫۰  |
| Rick Mahorn      | ۴  | ۴  | ۲۴٫۵ | ۰٫۵۵۶ | ۰٫۰۰۰ | ۰٫۶۶۷ | ۵٫۳  | ۱٫۰ | ۰٫۳ | ۰٫۸ | ۶٫۰  |
| Dennis Rodman    | ۴  | ۰  | ۲۳٫۵ | ۰٫۴۶۷ | ۰٫۰۰۰ | ۰٫۸۵۷ | ۱۰٫۰ | ۱٫۳ | ۰٫۵ | ۰٫۳ | ۵٫۰  |
| John Salley      | ۴  | ۰  | ۲۰٫۳ | ۰٫۶۸۴ | ۰٫۰۰۰ | ۰٫۵۷۱ | ۲٫۵  | ۱٫۳ | ۰٫۳ | ۲٫۸ | ۷٫۵  |
| Isiah Thomas     | ۴  | ۴  | ۳۵٫۳ | ۰٫۴۸۵ | ۰٫۳۳۳ | ۰٫۷۶۰ | ۲٫۵  | ۷٫۳ | ۱٫۵ | ۰٫۳ | ۲۱٫۳ |
| Micheal Williams | ۱  | ۰  | ۲٫۰  | ۰٫۰۰۰ | ۰٫۰۰۰ | ۰٫۰   | ۰٫۰  | ۱٫۰ | ۰٫۰ | ۰٫۰ | ۰٫۰  |

لس آنجلس لیکرز
| بازیکن              | GP | GS | MPG  | FG%   | 3FG%  | FT%   | RPG | APG | SPG | BPG | PPG  |
| ------------------- | -- | -- | ---- | ----- | ----- | ----- | --- | --- | --- | --- | ---- |
| Kareem Abdul-Jabbar | ۴  | ۴  | ۲۶٫۰ | ۰٫۴۳۵ | ۰٫۰۰۰ | ۰٫۸۳۳ | ۵٫۰ | ۱٫۸ | ۰٫۵ | ۰٫۸ | ۱۲٫۵ |
| Tony Campbell       | ۴  | ۱  | ۲۰٫۸ | ۰٫۶۲۵ | ۰٫۳۳۳ | ۰٫۷۶۵ | ۲٫۵ | ۱٫۰ | ۰٫۸ | ۰٫۰ | ۱۱٫۰ |
| Michael Cooper      | ۴  | ۴  | ۴۰٫۸ | ۰٫۳۷۸ | ۰٫۳۳۳ | ۰٫۸۳۳ | ۱٫۵ | ۶٫۸ | ۱٫۸ | ۰٫۵ | ۱۲٫۰ |
| A. C. Green         | ۴  | ۴  | ۳۳٫۵ | ۰٫۴۴۰ | ۰٫۰۰۰ | ۰٫۶۸۴ | ۹٫۳ | ۰٫۵ | ۱٫۰ | ۰٫۳ | ۸٫۸  |
| Magic Johnson       | ۳  | ۳  | ۲۵٫۰ | ۰٫۴۶۲ | ۰٫۲۰۰ | ۰٫۹۰۹ | ۳٫۷ | ۸٫۰ | ۱٫۰ | ۰٫۰ | ۱۱٫۷ |
| Jeff Lamp           | ۴  | ۰  | ۲٫۸  | ۰٫۶۶۷ | ۰٫۰۰۰ | ۰٫۵۰۰ | ۰٫۳ | ۰٫۰ | ۰٫۰ | ۰٫۰ | ۱٫۳  |
| Mark McNamara       | ۲  | ۰  | ۲٫۰  | ۰٫۰۰۰ | ۰٫۰۰۰ | ۰٫۰   | ۰٫۰ | ۰٫۰ | ۰٫۰ | ۰٫۰ | ۰٫۰  |
| David Rivers        | ۳  | ۰  | ۸٫۷  | ۰٫۳۳۳ | ۰٫۰۰۰ | ۰٫۸۰۰ | ۱٫۰ | ۱٫۷ | ۰٫۰ | ۰٫۰ | ۴٫۰  |
| Mychal Thompson     | ۴  | ۰  | ۲۵٫۸ | ۰٫۴۳۳ | ۰٫۰۰۰ | ۰٫۶۳۶ | ۴٫۸ | ۰٫۸ | ۰٫۳ | ۰٫۵ | ۱۰٫۰ |
| Orlando Woolridge   | ۴  | ۰  | ۲۱٫۸ | ۰٫۶۱۱ | ۰٫۰۰۰ | ۰٫۸۴۲ | ۵٫۳ | ۱٫۵ | ۰٫۰ | ۰٫۵ | ۹٫۵  |
| James Worthy        | ۴  | ۴  | ۴۲٫۵ | ۰٫۴۸۱ | ۰٫۶۶۷ | ۰٫۷۱۰ | ۴٫۳ | ۳٫۵ | ۰٫۵ | ۱٫۵ | ۲۵٫۵ |